# 29 august
ianuarie • februarie • martie  • aprilie  • mai  • iunie  • iulie  • august  • septembrie  • octombrie  • noiembrie  • decembrie
29 august este a 241-a zi a calendarului gregorian și a 242-a zi în anii bisecți. Mai sunt 124 de zile până la sfârșitul anului.

## Evenimente

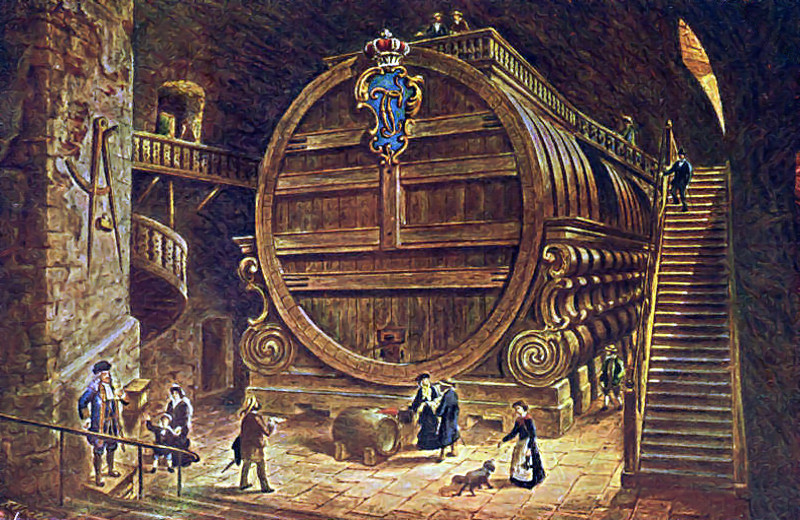
1751: În pivnița Castelului Heidelberg se finalizează construcția celui mai mare butoi de vin din lume. Acesta poate stoca 221.726 de litri de vin.

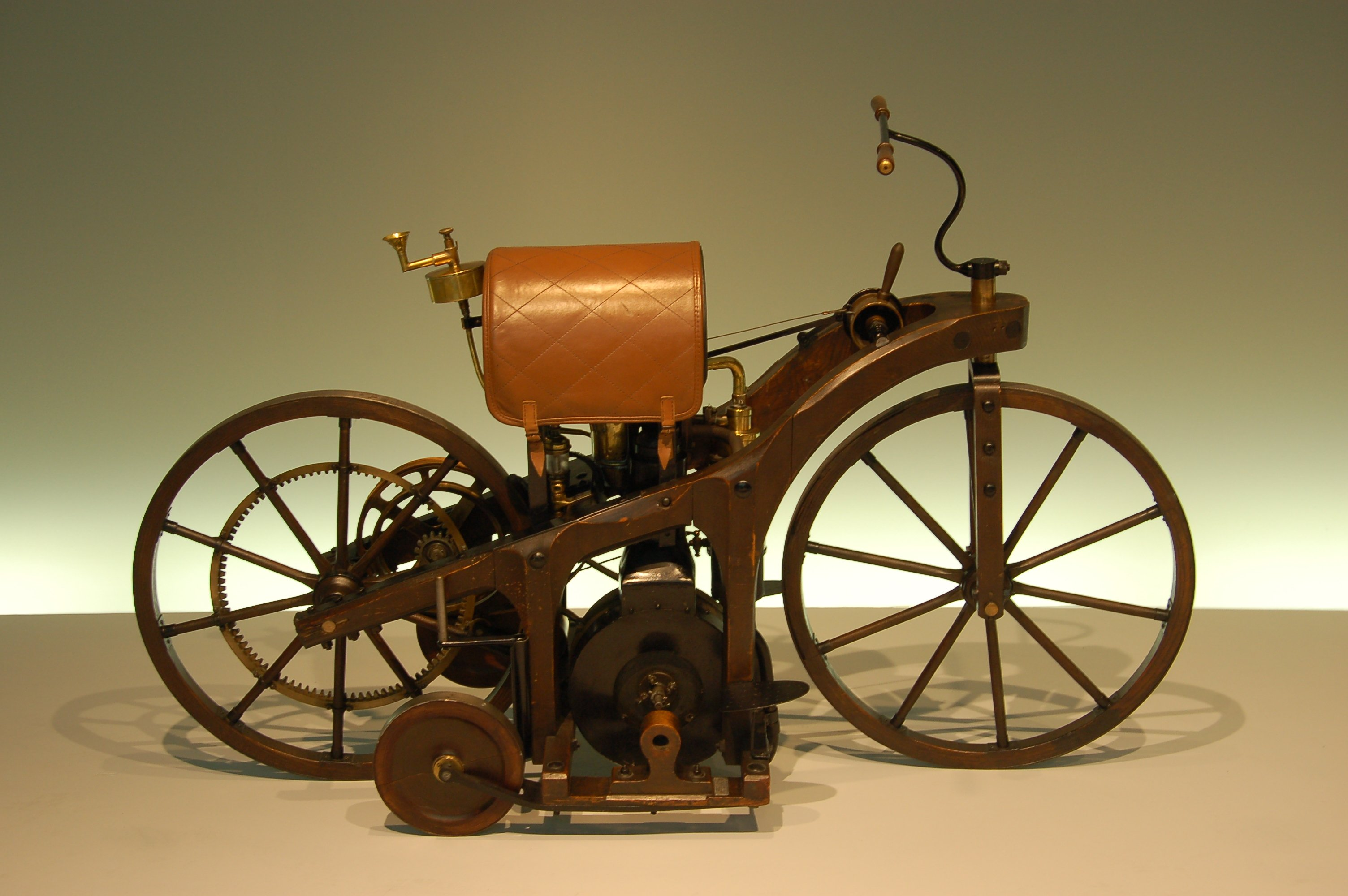
1885: Germanul Gottlieb Daimler brevetează prima motocicletă cu motor cu ardere internă din lume, Reitwagen.

- 1009: Catedrala din Mainz suferă daune mari în urma unui incendiu, care distruge clădirea în ziua inaugurării.
- 1261: Urban al IV-lea devine papă, ultimul care ajunge papă fără să fi fost mai întâi cardinal.
- 1521: Forțele otomane capturează Nándorfehérvár, astăzi cunoscut drept Belgrad.
- 1526: Armata otomană condusă de Soliman Magnificul l-a învins și l-a ucis pe regele Ludovic al II-lea în Bătălia de la Mohács, transformând partea centrală a Regatului Ungariei în pașalâc.
- 1533: Francisco Pizarro îl execută pe Atahuallpa, al treisprezecelea și ultimul împărat al incașilor.
- 1541: Forțele otomane capturează Buda, capitala Regatului Ungariei.
- 1751: În pivnița Castelului Heidelberg se finalizează construcția celui mai mare butoi de vin din lume. Acesta poate stoca 221.726 de litri de vin.
- 1756: Frederic cel Mare atacă Saxonia; începutul Războiului de Șapte Ani.
- 1782: Cuirasatul britanic HMS Royal George s-a scufundat în timp ce era ancorat la Portsmouth, în timpul lucrărilor de rutină de înteținere. Între 800 și 950 de persoane s-au înecat, inclusiv vice-amiralul Richard Kempenfelt și un număr mare de copii și femei. A fost unul dintre cele mai grave dezastre maritime pe timp de pace din istoria Marinei Regale.
- 1831: Britanicul Michael Faraday a descoperit inducția magnetică.
- 1825: Portugalia recunoaște independența Braziliei.
- 1842: Primul Război al Opiului s-a încheiat prin semnarea tratatului de la Nanking prin care dinastia Qing a acordat privilegii comerciale europenilor și a cedat Regatului Unit insula Hong Kong.
- 1885: Germanul Gottlieb Daimler brevetează prima motocicletă cu motor cu ardere internă din lume, Reitwagen.
- 1907: Podul Quebec se prăbușește în timpul construirii, omorând 75 de muncitori.
- 1916: Primul Război Mondial: Bucureștiul devine a treia capitală europeană (după Paris și Londra) care a fost bombardată de aviația germană. Zeppelinul LZ101 a primit ordin să execute un atac de noapte asupra Bucureștiului. La o oră după miezul nopții de 28/29 august (15/16 august pe stil vechi) bateriile antiaeriene ale orașului au deschis focul fără să poate atinge dirijabilul care survola la 3000 de metri.
- 1936: În urma presiunilor cercurilor guvernamentale din Germania și Italia, Nicolae Titulescu este înlăturat de la conducerea Ministerului de Externe al României.
- 1944: Delegația României pleacă la Moscova, pentru încheierea armistițiului cu Națiunile Unite.
- 1949: Uniunea Sovietică testează prima sa bombă atomică la Semipalatinsk, Kazakhstan.
- 1965: Nava spațială Gemini 5 având la bord astronomii americani Gordon Cooper și Pete Conrad se întoarce pe Pământ, aterizând în Oceanul Atlantic, după un record de opt zile în spațiu și 120 de orbite ale Pământului.
- 1966: Beatles efectuează ultimul lor concert în fața fanilor, la Candlestick Park în San Francisco, SUA.
- 1968: La Oslo, Prințul Harald al Norvegiei se căsătorește cu Sonja Haraldsen,  fiica unui negustor de haine.
- 1991: Sovietul Supremal Uniunii Sovietice suspendă toate activitățile Partidului Comunist Sovietic.
- 1997: Este fondată compania Netflix din industria cinematografică americană.
- 2003: Ayatollahul Mohammed Sayed Baqir al-Hakim, liderul musulman șiit din Irak, este asasinat într-un atac terorist, împreună cu aproape 100 de credincioși, lângă o moschee din Najaf.
- 2005: Apele umflate de Uraganul Katrina s-au revărsat peste digurile din preajma orașului New Orleans, inundând 80% din acest oraș și din zonele suburbane din jurul acestuia.

## Nașteri
- 1619: Jean-Baptiste Colbert, economist francez, ministru de finanțe al Franței (d. 1683)
- 1632: John Locke, filosof englez (d. 1704)
- 1714: Prințesa Friederike Luise a Prusiei (d. 1784)
- 1728: Maria Ana Sofia de Saxonia (d. 1797)
- 1756: Jan Śniadecki, matematician polonez (d. 1830)
- 1780: Jean Auguste Ingres, pictor francez (d. 1867)
- 1790: Leopold, Mare Duce de Baden (d. 1852)
- 1794: Léon Cogniet, pictor francez (d. 1880)
- 1805: Alexandru C. Moruzi, politician din principatul Moldovei, prim-ministru în perioada 1861-1862 (d. 1873)
- 1809: Oliver Wendell Holmes, medic și scriitor american (d. 1894)

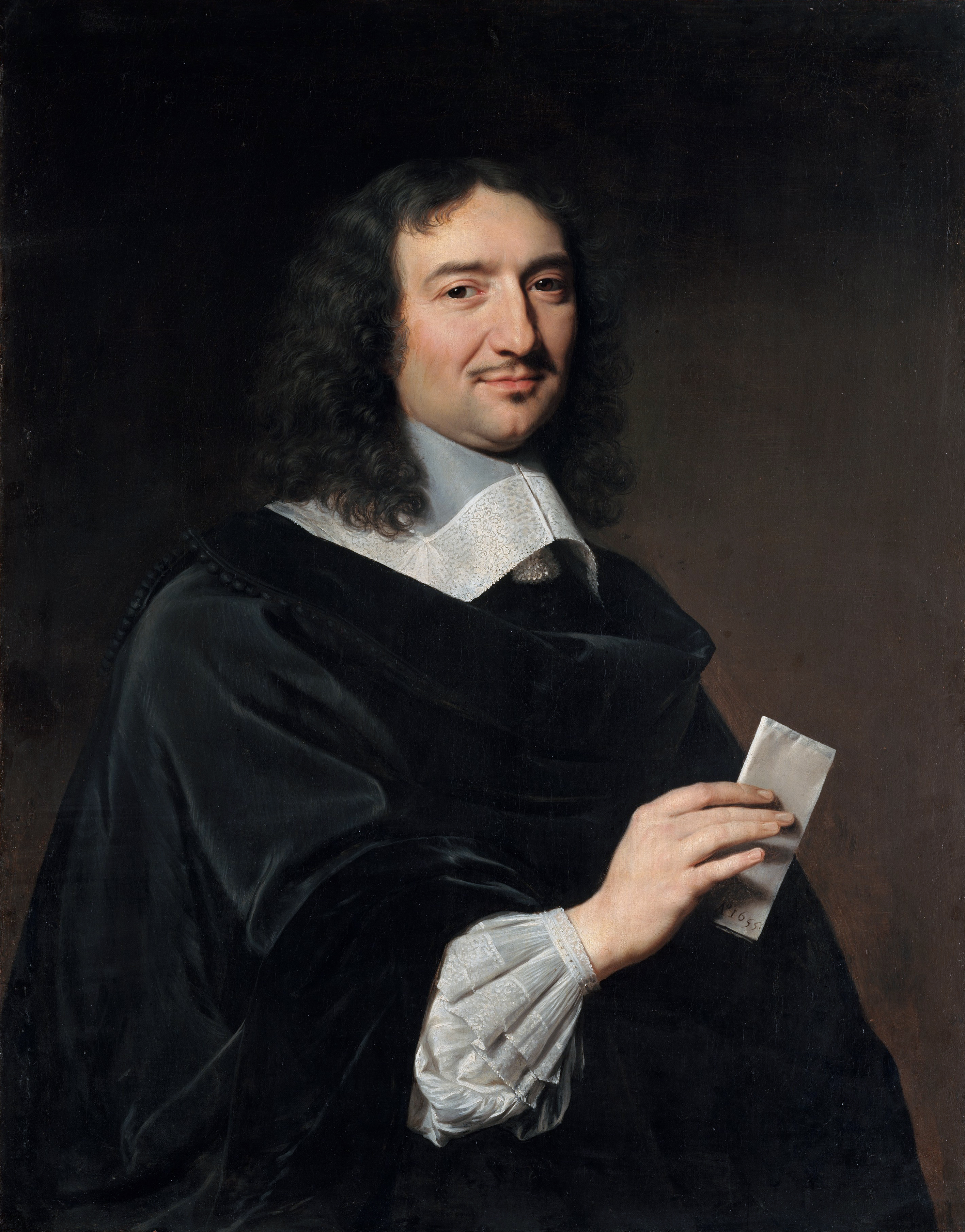
Jean-Baptiste Colbert, ministru de finanțe al Franței lui Ludovic al XIV-lea
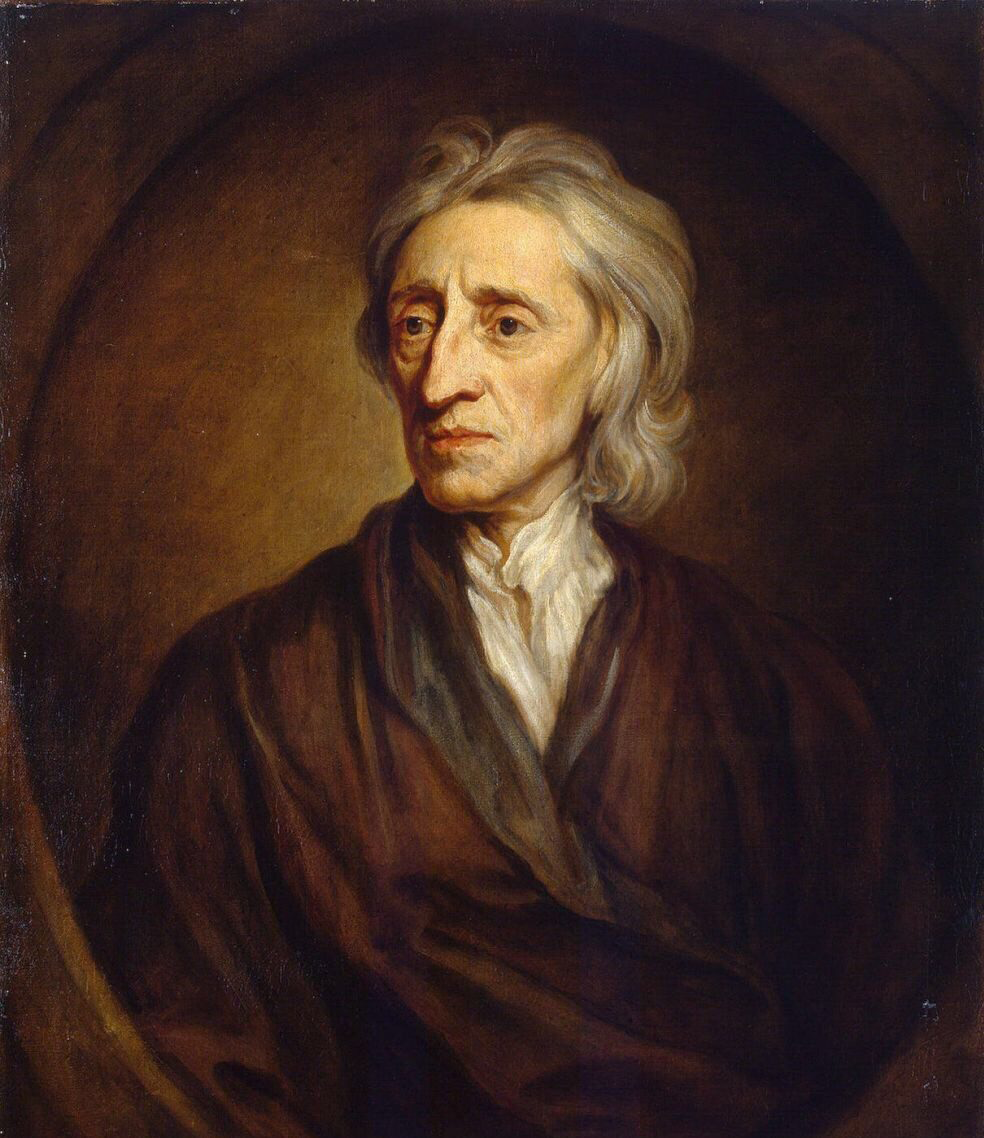
John Locke, filosof englez
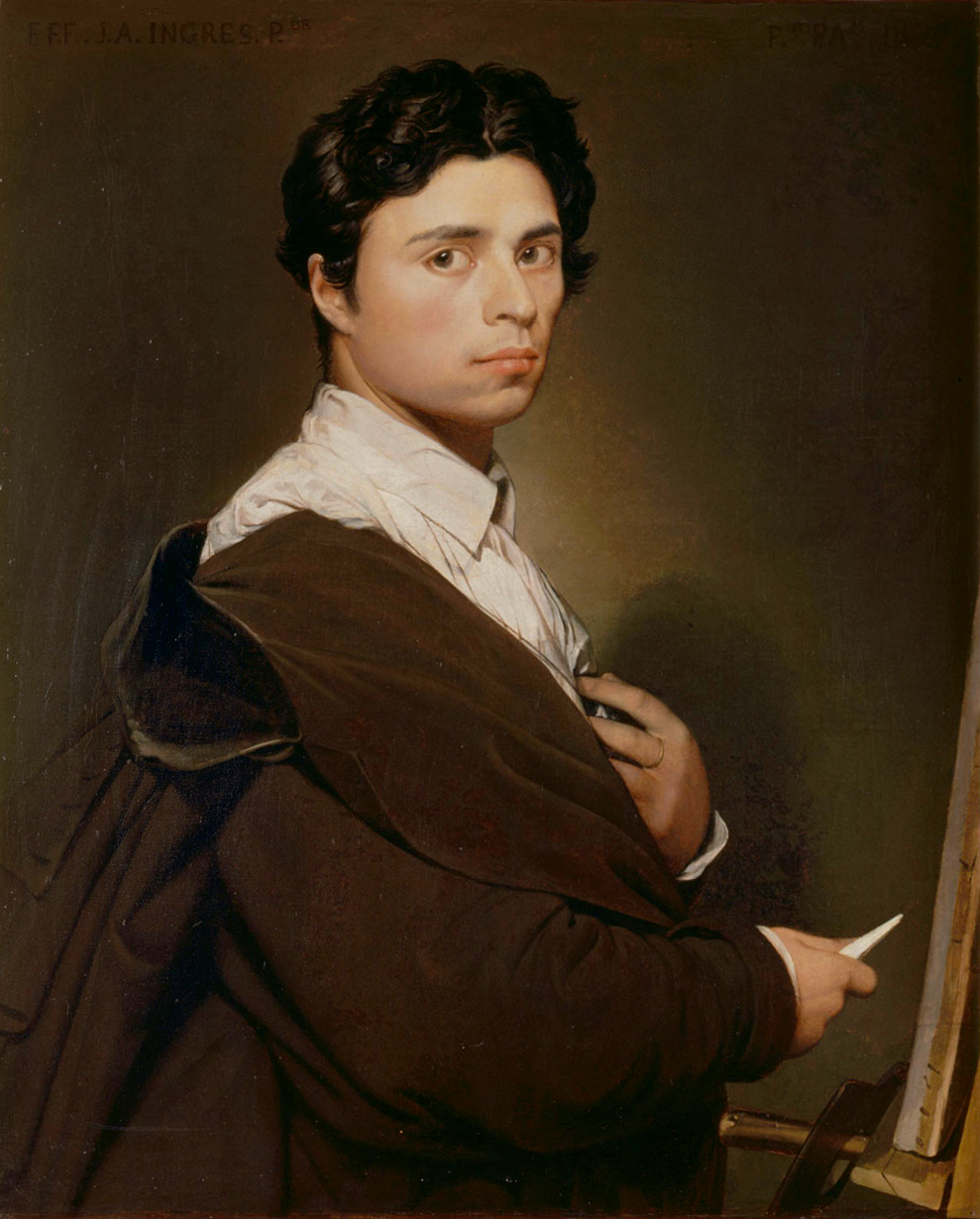
Jean Auguste Ingres, pictor francez

- 1810: Juan Bautista Alberdi, scriitor argentinian (d. 1884)
- 1832: Neculai Culianu, matematician și astronom român, membru corespondent (din 1889) al Academiei Române (d. 1915)
- 1862: Maurice Maeterlinck, scriitor belgian, laureat al Premiului Nobel pentru Literatură în 1911 (d. 1949)
- 1869: Nicolae Petala, general român (d. 1947)
- 1875: Leonardo De Lorenzo, flautist italian (d. 1962)
- 1891: Mihail Cehov, actor, regizor și scriitor rus (d. 1955)
- 1894: Werner Gilles, pictor german (d. 1961)
- 1904: Werner Forssmann, chirurg german, laureat al Premiului Nobel pentru Medicină în 1956 (d. 1979)
- 1915: Ingrid Bergman, actriță americană de origine suedeză (d. 1982)
- 1920: Charlie Parker, saxofonist și compozitor american de jazz (d. 1955)
- 1923: Richard Attenborough, regizor, producător englez (d. 2014)
- 1935: Titus Raveica, politician român (d. 2013)
- 1935: William Friedkin, regizor de film, producător și scenarist america (d. 2023)

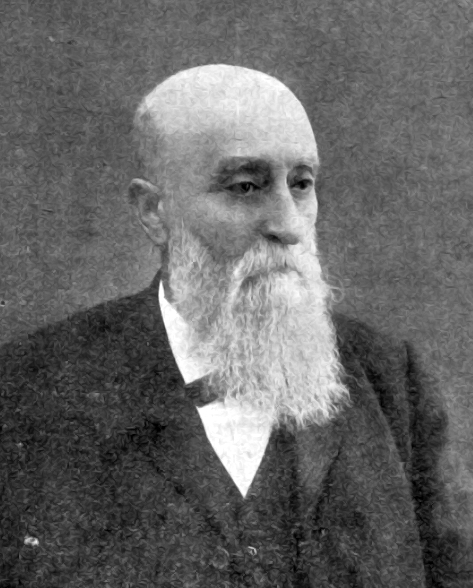
Neculai Culianu, matematician și astronom român
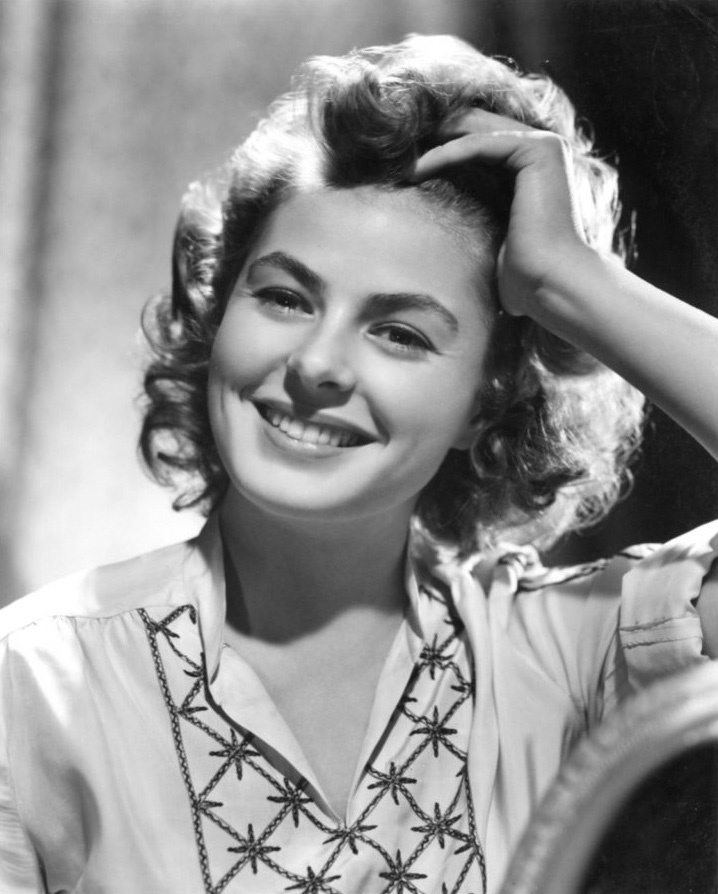
Ingrid Bergman, actriță americană
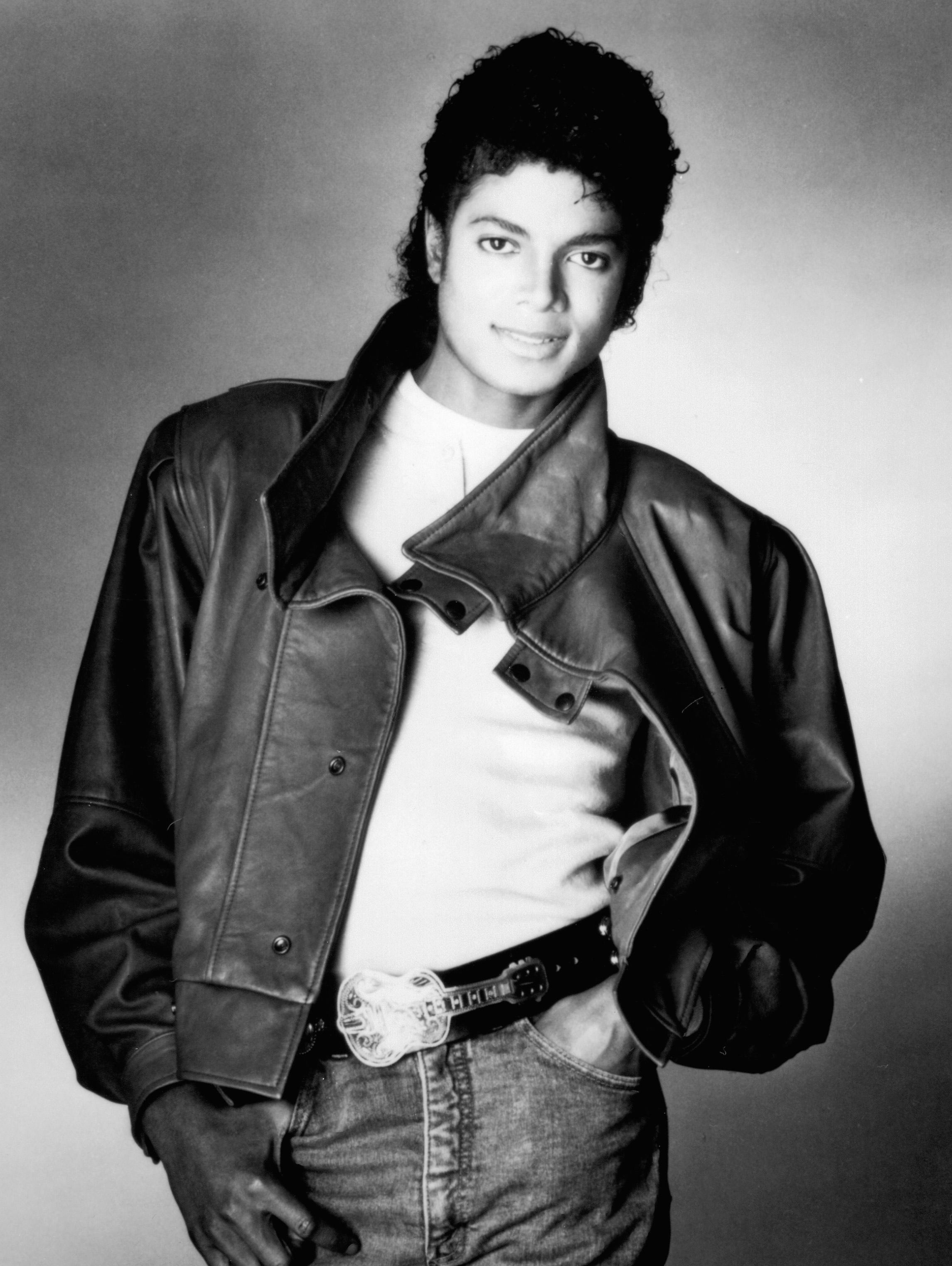
Michael Jackson, cântăreț american

- 1936: Ligia Dumitrescu, actriță română (d. 2020)
- 1936: John McCain, senator american (d. 2018)
- 1938: Elliott Gould, actor american
- 1938: Hermann Nitsch, artist austriac (d. 2022)
- 1939: Radu Bercea, pictor român
- 1939: Joel Schumacher, producător de filme, scenarist și regizor american (d. 2020)
- 1943: Petre Magdin, compozitor, interpret, publicist român
- 1943: Arthur B. McDonald, fizician canadian
- 1946: Ion Chelaru, actor român de teatru
- 1946: Dimítris Christófias, politician cipriot, președinte al Ciprului între 2008-2013 (d. 2019)
- 1948: Constantin Făină, politician român
- 1958: Michael Jackson, interpret și compozitor american de muzică pop (d. 2009)
- 1959: Ramón Díaz, fotbalist argentinian
- 1959: Chris Hadfield, astronaut canadian, primul canadian care a zburat în spațiu
- 1962: Jutta Kleinschmidt, pilot german de raliu (prima femeie care a câștigat Raliul Dakar)
- 1969: Lucero, actriță, cântăreață și prezentatoare mexicană
- 1972: Andreea Esca, jurnalistă română
- 1972: Kentaro Hayashi, fotbalist japonez
- 1972: Irina Lachina, actriță cu cetățenie rusă și moldovenească
- 1973: Thomas Tuchel, jucător și antrenor german de fotbal
- 1976: Jon Dahl Tomasson, fotbalist danez
- 1977: Daniel Cristian Florian, senator român
- 1980: William Levy, actor cubanez
- 1980: Viorel Lucaci, rugbist român
- 1980: Corina Ungureanu, gimnastă și antrenoare română
- 1983: Xabi Prieto, fotbalist spaniol
- 1985: Gonzalo Jara, fotbalist chilian
- 1987: Florin Ristei, cântăreț român
- 1991: Asma Elghaoui, handbalistă tunisiană
- 1991: Anissa Khelfaoui, scrimeră algeriană
- 1991: Anikó Kovacsics, handbalistă maghiară
- 1993: Liam Payne, cântăreț britanic, membru al trupei One Direction (d. 2024)
- 1994: Jo, cântăreață română
- 1994: Amelia Racea, gimnastă română

## Decese
- 0886: Vasile I Macedoneanul, împărat bizantin (n. 811)
- 1526: Ludovic al II-lea al Ungariei și Boemiei (n. 1506)
- 1763: Karl August, Prinț de Waldeck și Pyrmont (n. 1704)
- 1780: Jacques-Germain Soufflot, arhitect francez (n. 1713)
- 1790: Louis Günther al II-lea, Prinț de Schwarzburg-Rudolstadt (n. 1708)
- 1799: Papa Pius al VI-lea (n. 1717)
- 1816: Johann Hieronymus Schröter, astronom german (n. 1745)
- 1873: Hermann Hankel, matematician german (n. 1839)
- 1904: Murad al V-lea, sultan otoman (n. 1840)

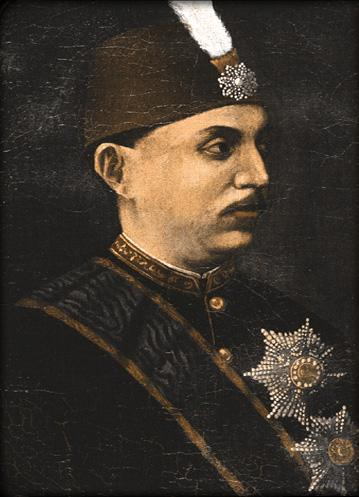
Murad al V-lea, sultan otoman
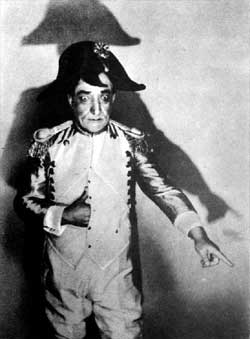
Constantin Tănase, actor român
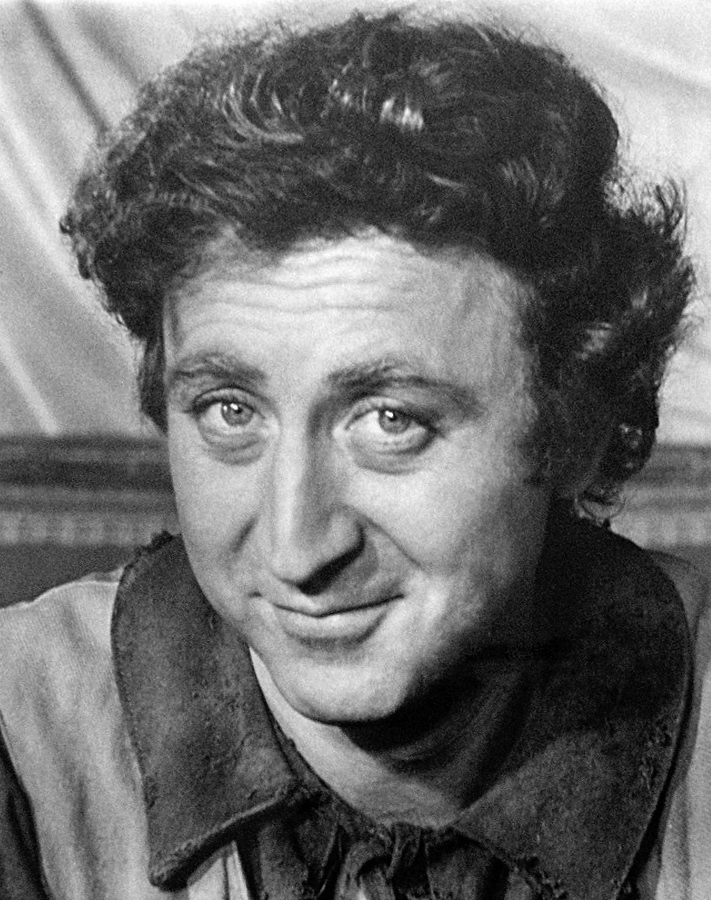
Gene Wilder, actor american

- 1935: Astrid a Suediei, soția regelui Leopold al III-lea al Belgiei (n. 1905)
- 1945: Constantin Tănase, actor român (n. 1880)
- 1960: Vicki Baum, scriitoare austriacă (n. 1888)
- 1962: Georgina de Albuquerque, pictoriță braziliană (n. 1885)
- 1966: Augusta Victoria de Hohenzollern-Sigmaringen, prințesă germană (n. 1890)
- 1975: Theodor Constantin, prozator român (n. 1910)
- 1977: Jean Hagen, actriță americană (n. 1923)
- 1982: Ingrid Bergman, actriță suedeză (n. 1915)
- 1995: Michael Ende, scriitor german (n. 1929)
- 2003: Michel Constantin, actor francez (n. 1924)
- 2005: Radu Anton Roman, scriitor român (n. 1948)
- 2005: Antonie Plămădeală, înalt ierarh al Bisericii Ortodoxe Române, mitropolit al Ardealului (n. 1926)
- 2007: Pierre Messmer, politician francez, prim-ministru al Franței (n. 1916)
- 2016: Gene Wilder, actor, scenarist și scriitor american (n. 1933)
- 2018: James Mirrlees, economist britanic, laureat Nobel (n. 1936)
- 2021: Ed Asner, actor american (n. 1929)
- 2021: Ron Bushy, muzician american, baterist al trupei rock Iron Butterfly (n. 1941)
- 2021: Jacques Rogge, președinte al CIO în perioada 2001-2013 (n. 1942)

## Sărbători
- Tăierea Capului Sf. Prooroc Ioan Botezătorul; Cuv. Teodora (calendar ortodox)
- Slovacia: Ziua Insurecției naționale. Sărbătoare națională.
- Ziua Limbii Telugu

## Ficțiune
- 1997 - Skynet declanșează un război nuclear între Statele Unite ale Americii și Rusia.